# Boiadeiro de Entlebuch
Boiadeiro de Entlebuch[Nota] (em alemão:  Entlebucher Sennenhund) é uma raça de cão originária de Entlebuch, vale situado na região de Lucerna e de Berna, na Suíça. É a menor dentre as quatro raças de boiadeiros suíços.
Raça é conhecida desde a Antiguidade, tem em sua aparência uma provável descendência dos mastins romanos, embora seja difícil precisar sua origem. Descoberta no século XIX por um juiz de competições e um criador que exploravam os vales suíços, é vista como a menor das raças dos tricolores boiadeiros. Raramente visto fora de sua terra natal, é descrito como um cão de adestramento com dificuldade moderada, forte e compacto, que gosta de agradar ao dono. Tais características o transformaram em um popular cão de companhia.